# Castillo de los Piastas en Legnica

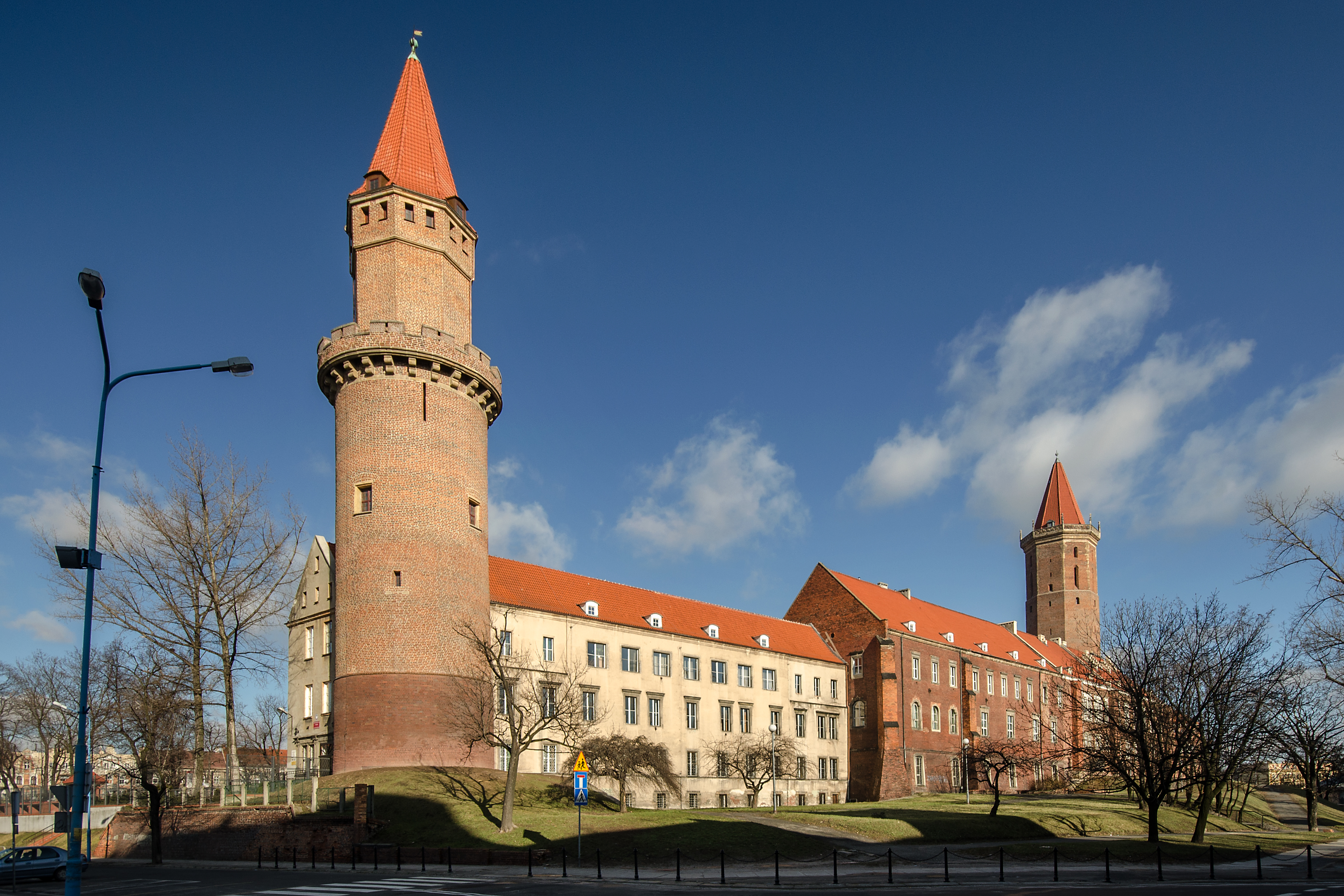
Castillo de los Piastas

Castillo de los Piastas en Legnica – uno de los castillos más antiguos de Polonia. 

## Historia

### Edad Media

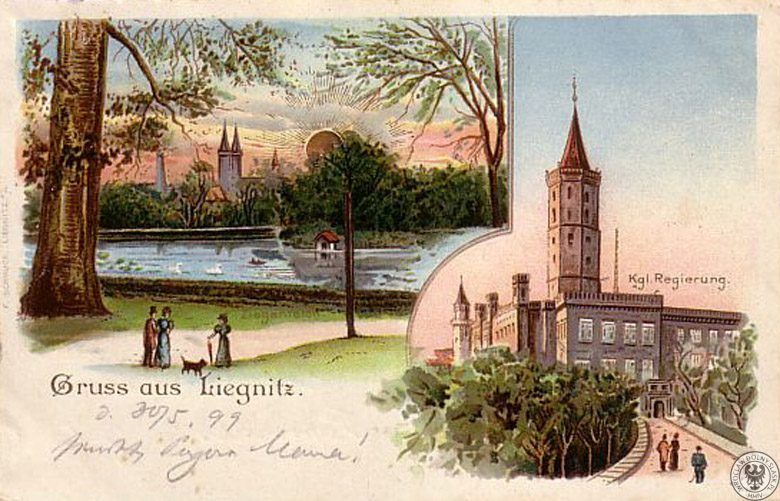
Castillo de los Piastas en Legnica en una postal de 1899

En el siglo VIII, entre terrenos inundados de la región lacustre de Legnica (Pojezierze Legnickie), la llamada ¨área de flujo¨, en el lugar donde Czarna Woda y Kaczawa se unían para formar una red de canales y lagos de meandro a lo largo de muchos kilómetros, se construyó una plaza fuerte de tierra y madera. Trzebowianie: los posibles constructores de dicha fortaleza, utilizando los valores defensivos naturales de la desembocadura de Czarna Woda, construyeron una colina artificial en la que erigieron una ciudad fortificada. Ésta, junto con las plazas fuertes de Jawor y Dunino sobre el río Nysa Szalona, era un lugar de defensa y control de la tierra de la tribu Trzebowianie. 
La investigación dendrocronológica muestra que durante el reinado de Miecislao I, alrededor del año 985, se construyó aquí una nueva fortaleza en forma de la llamada ¨ciudad de los Piastas¨. Las fortificaciones de este tipo fueron erigididos también en Breslavia y Opole simultáneamente. La construcción de una nueva plaza fuerte tenía como objetivo proteger el territorio de Silesia que acabó de unirse al estado de los Piastas. 

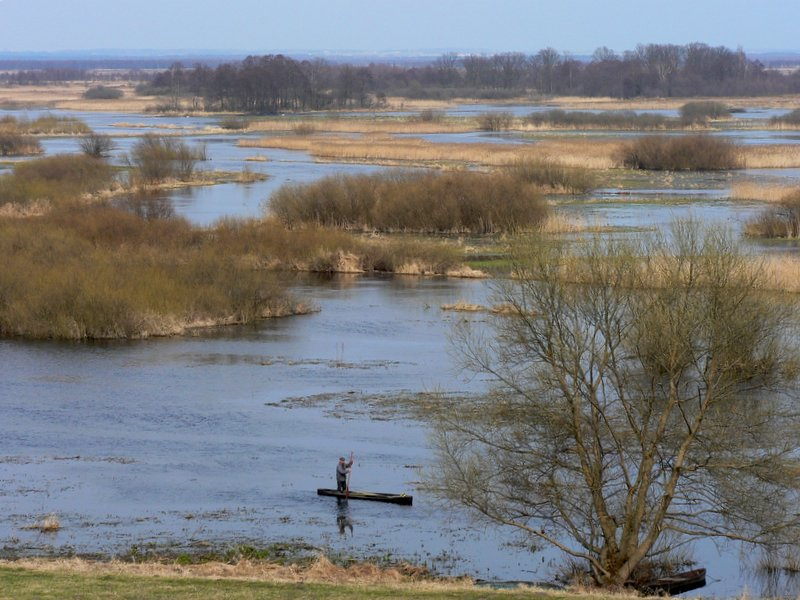
Ríos Kaczawa y Czarna Woda, más grandes que hoy en día, rodeaban una amplia área de tierra con sus numerosos ramales.

A finales del siglo XII, en el lugar de una plaza fuerte de madera, mencionada en la época de Boleslao IV el Rizado, se erigió un castillo que fue la primera fortaleza hecha de ladrillo en Polonia. El castillo estaba rodeado por el foso y el magnífico palacio (palatium) estaba cercado por nuevos terraplenes de madera y tierra, en aquel entonces. La colina del castillo se dividió en dos partes: la principal, en la que se encontraban la residencia del duque con la capilla y la torre de San Pedro, y la segunda de carácter económico y administrativo, en la que probablemente había una casa del castellano, edificios de explotación y una torre que protegía la puerta de entrada, más tarde llamada la torre de Santa Eduvigis. Para Boleslao I el Alto y su hijo Enrique I el Barbudo, el palacio del castillo era la residencia principal, ambos duques pasaban mucho tiempo en el castillo, disponiendo de todo su ducado desde aquí. En 1172, durante la rebelión de Jarosław, hijo de Boleslao I, el duque fue expulsado de Legnica mientras el castillo fue incendiado. 
En 1241, la fortificación se defendió con éxito de los sitiadores mongoles. 
En los siglos XII y XIII, el castillo de los duques en Legnica fue una de las dos principales residencias de los gobernadores de Silesia. 

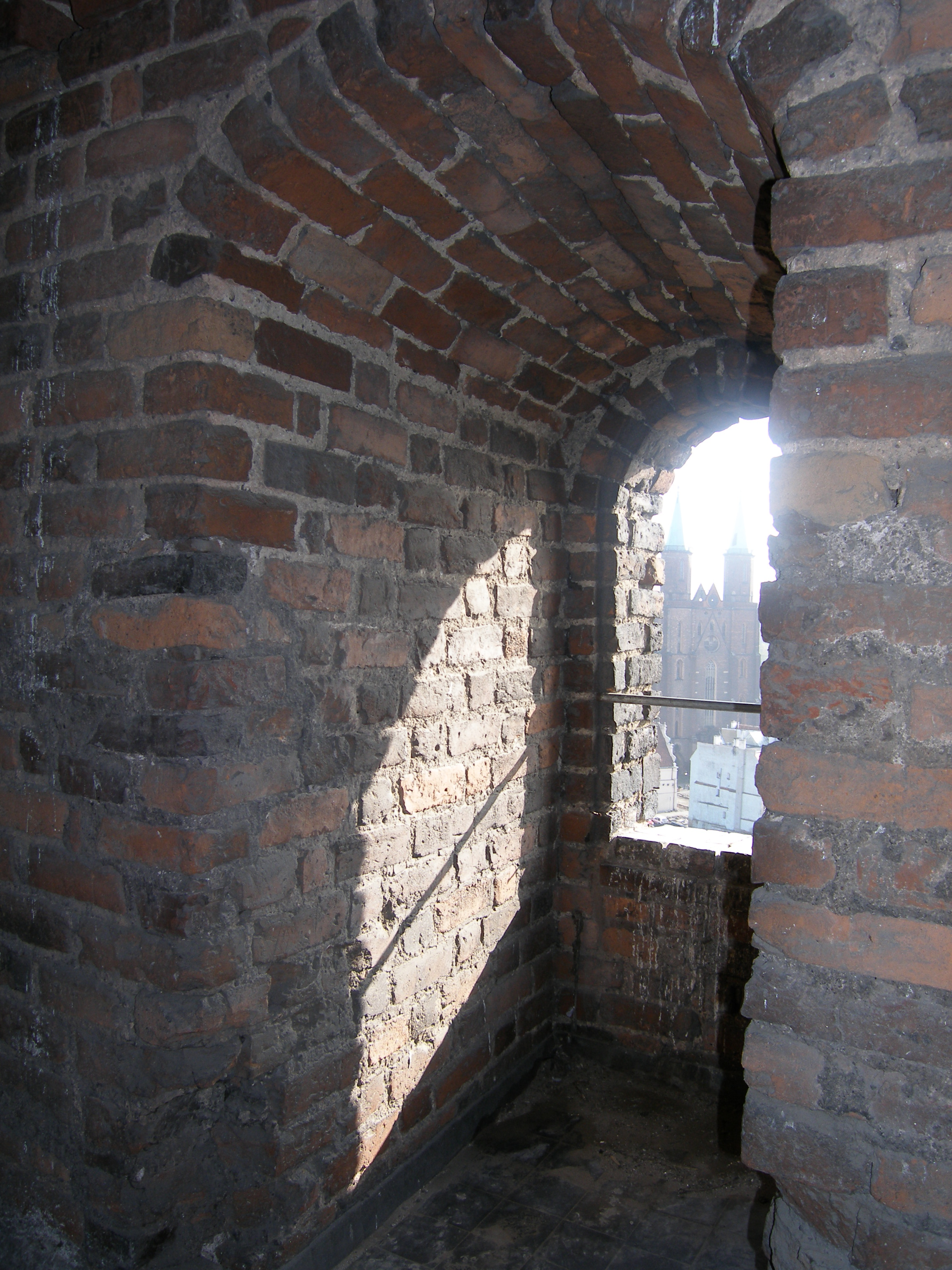
Vista desde la torre de San Pedro (Torre del Hambre)

### Reconstrucción de los siglosXVyXVI
A principios del siglo XV, se llevó a cabo una reconstrucción del castillo a la que contribuyó un experto de Francia, el llamado Maestro de Sanit-Denis, un representante del estilo Flamboyant. Las obras del artista también adornaron el edificio más destacado de la ciudad, considerado como una joya de la arquitectura gótica, la Colegiata del Santo Sepulcro. Actualmente, las obras del Maestro se pueden ver en la Catedral de Legnica. 
Después de muchas décadas, la reconstrucción renacentista fue iniciada por Fryderyk II. El duque, que secularizó la religión católica por parte de la dinastía de Legnica a favor del protestantismo, también ordenó desmontar la Colegiata de Legnica que fue conocida por su gran tamaño. El nuevo sistema de fortificación de la ciudad también data de este período e incluye los terraplenes, los fosos y los cuatro baluartes de esquina. Por un lado, la ampliación de la fortaleza fue en parte posible gracias al material de construcción obtenido de la demolición de la colegiata antes mencionada. Por otro, gracias al desmontaje de capillas e iglesias menos significativas, que se encontraban fuera de las murallas de la ciudad de Legnica.   
Segismundo Jagellón, conocido como el futuro rey de Polonia, Segismundo I el Viejo, era un invitado frecuente del duque Fryderyk II en el castillo de Legnica. En 1560, se celebró aquí la gran boda del duque Henryk XI de Legnica con Zofia, la hija del margrave Jorge de Brandenburgo-Ansbach. En la boda había presentes muchos invitados, y para celebrarla se organizaron un torneo de caballeros y carreras. Cuando el emperador Maximiliano II de Habsburgo llegó a Silesia para recibir el tributo de los estados de Silesia, Henryk XI le invitó a Legnica. Junto con el emperador vinieron a Legnica dos mil personas por lo cual la recepción en el castillo duró 5 días.  

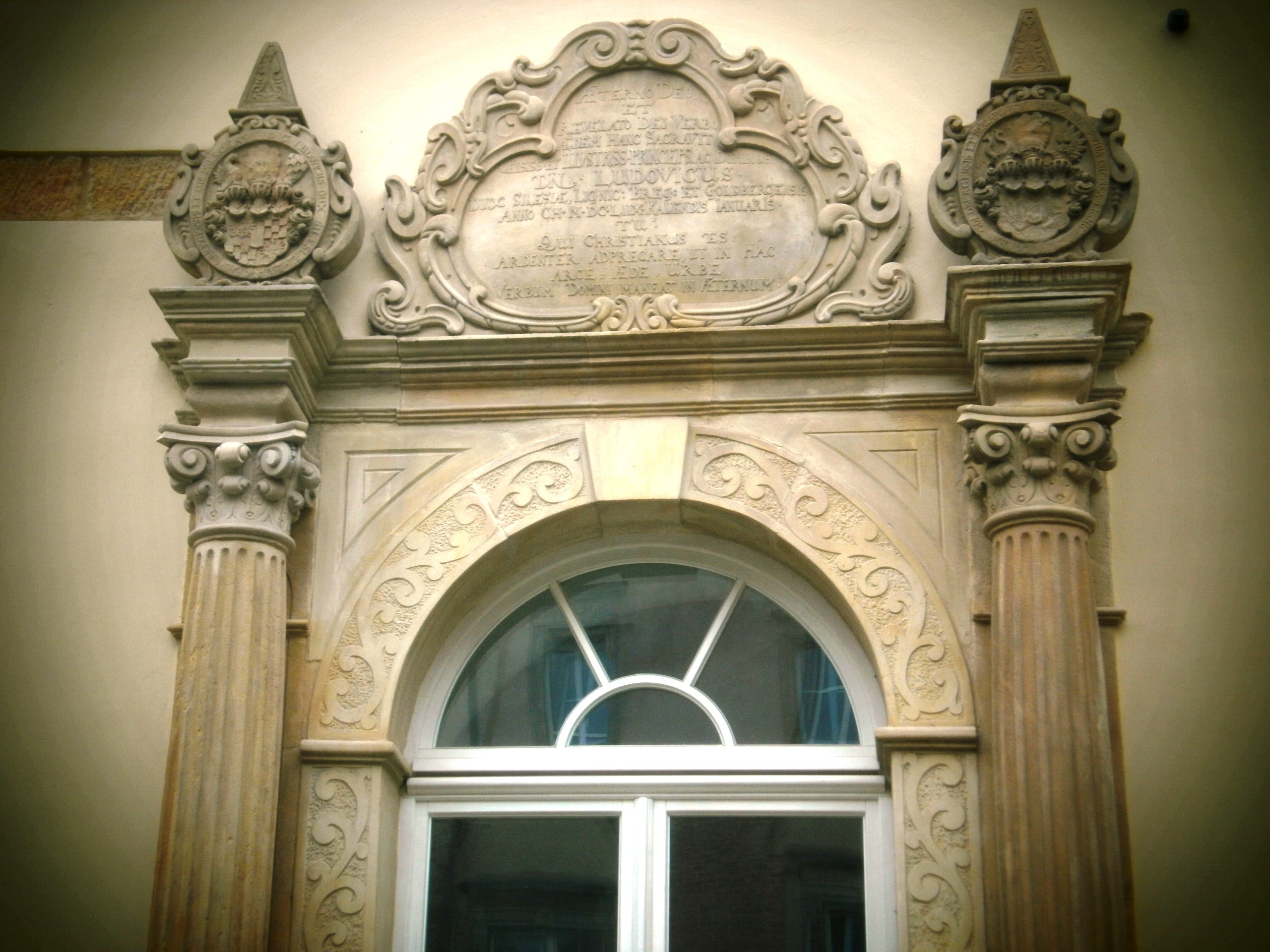
Patio del Castillo de los Piastas en Legnica. El marco decorativo de la ventana del castillo está rematado con dos columnas con escudos e yelmos.

### Barroco y neogótico
Después de la extinción de la línea de los Piastas de Silesia, los gobernadores de los Habsburgo residieron en el castillo desde 1675. Uno de ellos, Johann Christoph Zierowski (1693) contribuyó en gran medida a la renovación y ampliación del castillo. No obstante, estos cambios, así como las actividades arquitectónicas posteriores, no afectaron a la distribución espacial de dos patios del castillo. La fortaleza se mantuvo en esta forma hasta la primera década del siglo XVIII, cuando un gran incendio destruyó la capilla ducal en la puerta de Lubin, la antigua torre románica que estaba junto a ella y las alas norte y este del castillo.     
La reconstrucción que siguió al incendio dio al castillo el carácter de un palacio barroco. Sin embargo, la torre de Lubin y la capilla nunca han sido reconstruidas. Las fachadas están divididas por pilastras que separan las ventanas enmarcadas en pares con marcos comunes. La planta baja estuvo separada de los pisos por una cornisa que constituyó su zócalo. Sobre las ventanas del primer piso hay cornisas de forma barroca y decorativa que muestran el carácter representativo de esta planta.   
En 1740, tras la conquista de Legnica por el rey de Prusia Federico II el Grande, se ordenó la demolición de la fortaleza pero, en definitiva, solo se llenaron los fosos y se demolió el puente levadizo mientras los edificios se utilizaron con fines administrativos y de almacén. 

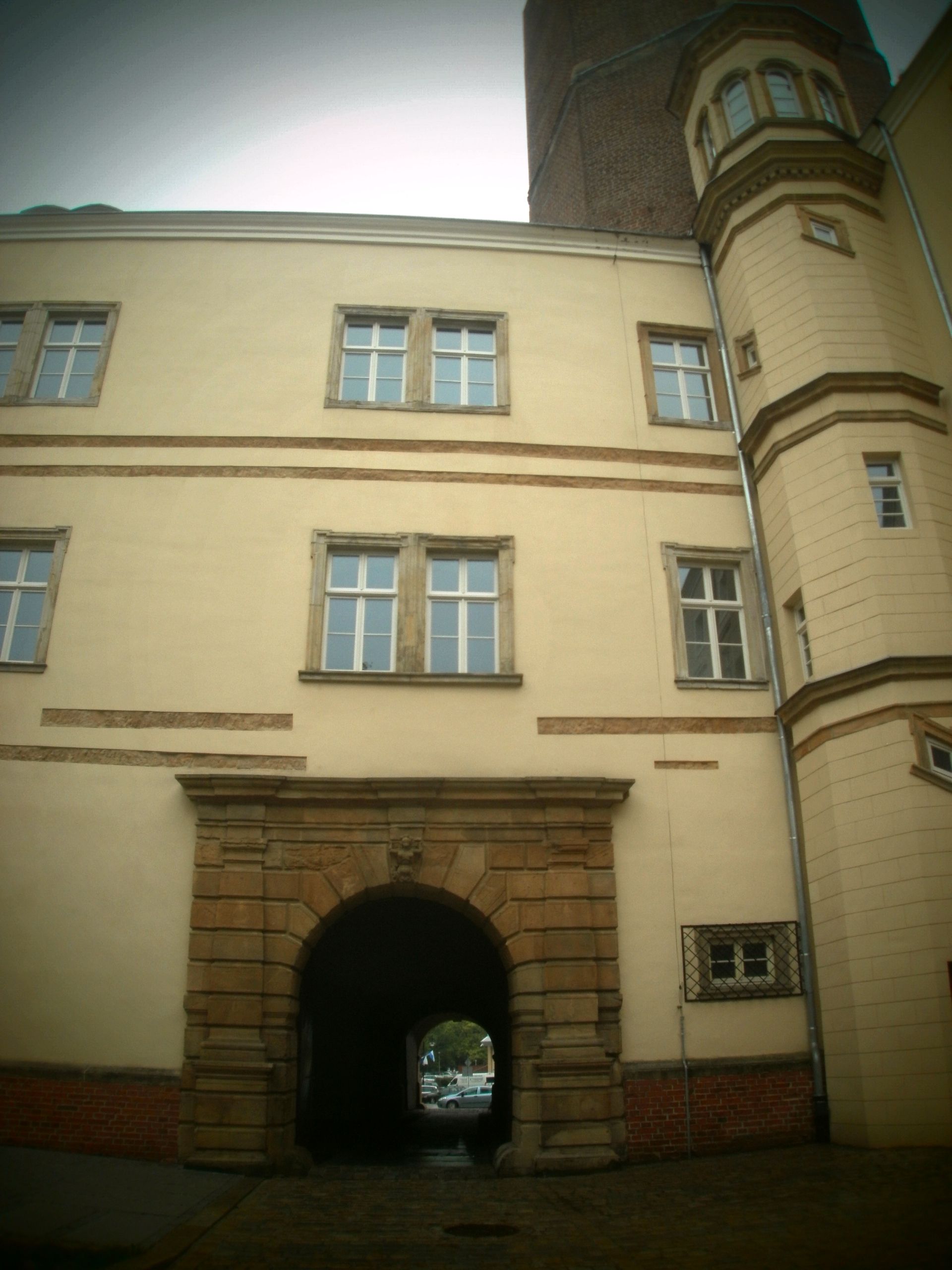
Castillo de los Piastas: una pequeña torre adyacente a la torre de San Pedro

Otros incendios afectaron al castillo en 1835 y 1840. En 1840, comienza la reconstrucción del castillo que se desarrolla en varias etapas, en los años 1846, 1866-1867 y 1879, con el fin de dotar a toda la arquitectura romántica de un carácter gótico. Durante su reedificación, unas alas del castillo cambiaron su función, se rediseñaron los interiores, se introdujeron nuevas escaleras y se cambiaron las elevaciones externas por añadir cresterías. La galería que divide ambos patios recibió una forma neorrenacentista de orden jónico muy visible. En cambio, la antigua torre del reloj, situada sobre el eje, adoptó una forma románica. 
La entrada al castillo se trasladó al este, a los pies de San Pedro. La puerta de la muralla está dividida en pasos de vehículos y peatones, y a ambos lados la fachada de la puerta se apoya en dos muros contrafuertes. Dentro de uno de ellos (el norte) se encontraban las casamatas subterráneas. A la altura del friso de la puerta, sobre los muros inclinados, hay dos troneras para un cañón en una original forma de corazón aplastado. Aparte de la decoración de la puerta, no se han conservado otros rastros visibles de decoraciones arquitectónicas de aquel período.  
En febrero de 1945, el castillo fue nuevamente incendiado y destruido. El edificio fue reconstruido en los años sesenta del siglo XX y se lo dio al uso de la educación.

## Castillo de los Piastas –  leyendas
Como casi todos los castillos, el de los Piastas también tiene sus leyendas. Las dos torres en particular, la de Santa Eduvigis y la de San Pedro son el tema de las leyendas de los habitantes de la ciudad. La torre de Santa Eduvigis lleva el nombre de la duquesa que se quedaba aquí siempre cuando estaba en Legnica. Según dicen, los subterráneos de la torre son tan profundos como la altura de sus paredes. La duquesa Eduvigis pasaba la mayor parte de su tiempo aquí dedicándose a las oraciones y hablando con los ángeles. 

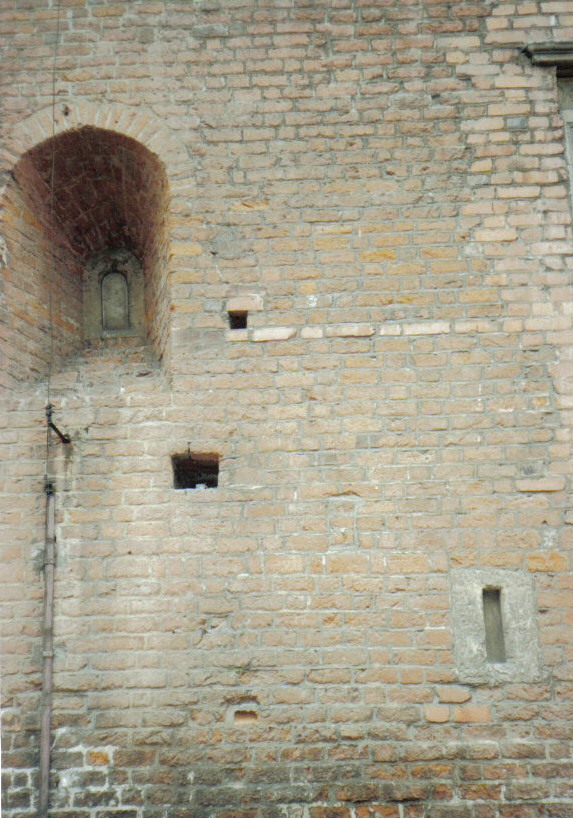
Fragmento de una reliquia muralla románica

La leyenda de la torre de San Pedro cuenta la historia del caballero desobediente Otton von Hohen, a quien el soberano ordenó que entregara comida a un preso encarcelado en la torre. No obstante, el caballero Otton, conocido por su estilo de vida extravagante, derrochó rápidamente el dinero destinado a la comida del condenado. Cuando el soberano regresó de su viaje, descubrió que el prisionero estaba encarcelado injustamente y ordenó la liberación del paje. Sin embargo, en la torre solo se encontró el cadáver del paje ya que en ausencia del duque el prisionero murió de hambre y sed. Esta noticia enfureció mucho al soberano así que mandó encarcelar al desobediente caballero Otton y le condenó a muerte por inanición. El caballero condenado, Otton von Hohen, encerrado con el cadáver en descomposición del paje Sławek, no sobrevivió en el calabozo ni siquiera 10 días. El preso lloraba en voz alta día y noche, suplicando misericordia y liberación, pero el duque se mantuvo firme. Ambos prisioneros fueron enterrados en una tumba común. A partir de aquel día, el fantasma del caballero Otton comenzó a rondar las calles del castillo. Las personas que viven cerca del castillo afirman que incluso hoy en día se pueden escuchar gemidos provenientes del calabozo debajo de la torre de San Pedro. En memoria de aquel evento esta torre también se llama la Torre del Hambre. Ambos nombres siguen utilizándose hoy en día. 

## Arquitectura del castillo

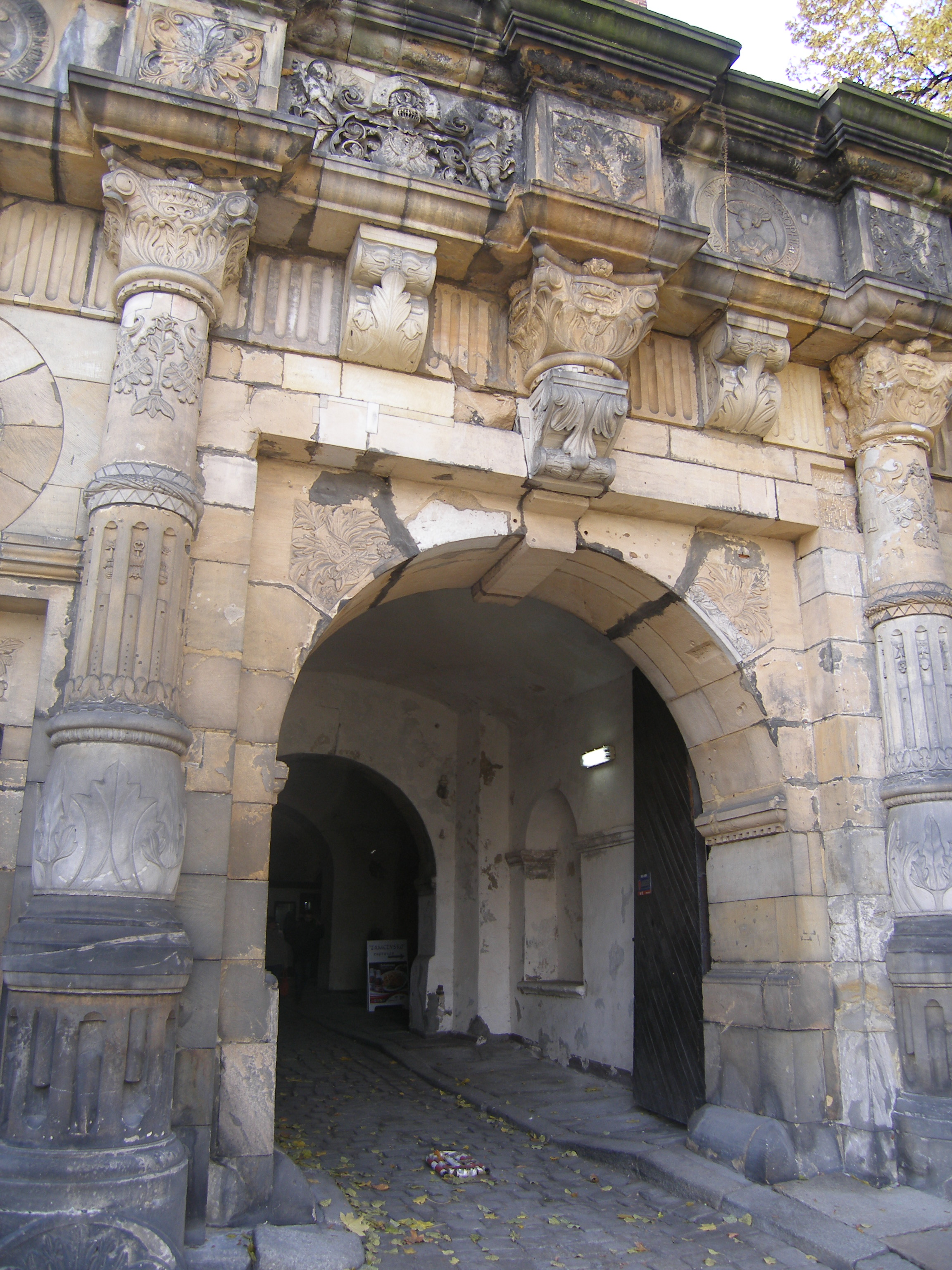
Portal del castillo

El Castillo de los Piastas en Legnica es un edificio que merece el nombre de ¨castrum¨ por ser la primera fortaleza de ladrillo en Polonia. Ésta, fue erigida en el lugar de la antigua plaza fuerte. La mayor parte del área del patio del castillo en el lado sur está ocupada por ¨palatium¨, o sea, el edificio central del castillo. Éste, fue construido en planta rectangular con unas dimensiones de 16,15 x 61,2 metros. Para su construcción se utilizaron ladrillos mientras los marcos de las ventanas y las puertas se tallaron en piedra arenisca. Originalmente, la altura del edificio era de aprox. 12 metros y la construcción estaba cubierta con el techo alto a dos aguas, probablemente hecho de tejas de madera. Hasta el día de hoy, hay rastros visibles de la división original del ¨palatium¨ en tres pisos. 
Las torres del castillo que se han conservado hasta hoy en día, o sea, la torre octagonal de San Pedro y la torre redonda de Santa Eduvigis, se construyeron simultáneamente con el palacio. Estas fortificaciones son unas de las primeras torres defensivas de este tipo en la arquitectura del castillo de Silesia y Polonia. La torre de San Pedro, que lleva el nombre del santo patrón de Legnica, se encuentra a unos 14 metros al este del palacio. Inicialmente medía 25 metros. La torre de Santa Eduvigis fue erigida en el área fuera de la plaza fuerte. Originalmente, la torre servía para proteger la entrada principal al castillo, que en el siglo XVI fue sustituida por una nueva puerta representativa en relación con la reconstrucción renacentista de la residencia ducal. Inicialmente, la torre de Santa Eduvigis medía 20 metros. Ambas torres están rematadas con techos puntiagudos en forma de cono. En la torre de San Pedro se va a abrir pronto un mirador, rodeado de balaustradas decorativas y caladas, hechas de piedra arenisca.  
La puerta principal del castillo está decorada con medallones esculpidas en piedra arenisca y motivos florales muy detallados de estilo renacentista. Los ornamentos de la puerta se consideran el mejor ejemplo de talla de madera renacentista en Legnica. 
En cuanto a la arquitectura del castillo, un elemento muy interesante constituye el pasadizo que se encuentra en la parte sur del patio y conecta las dos alas opuestas del castillo. El pasadizo fue construido a finales del siglo XIX en estilo neogótico, como lo demuestran las columnas bellamente realizadas y los elementos convexos de la fachada, pintados en dos colores. Actualmente, esta parte del castillo alberga la biblioteca de la Escuela de Profesores de Lenguas Extranjeras de Legnica.  

## Castillo hoy

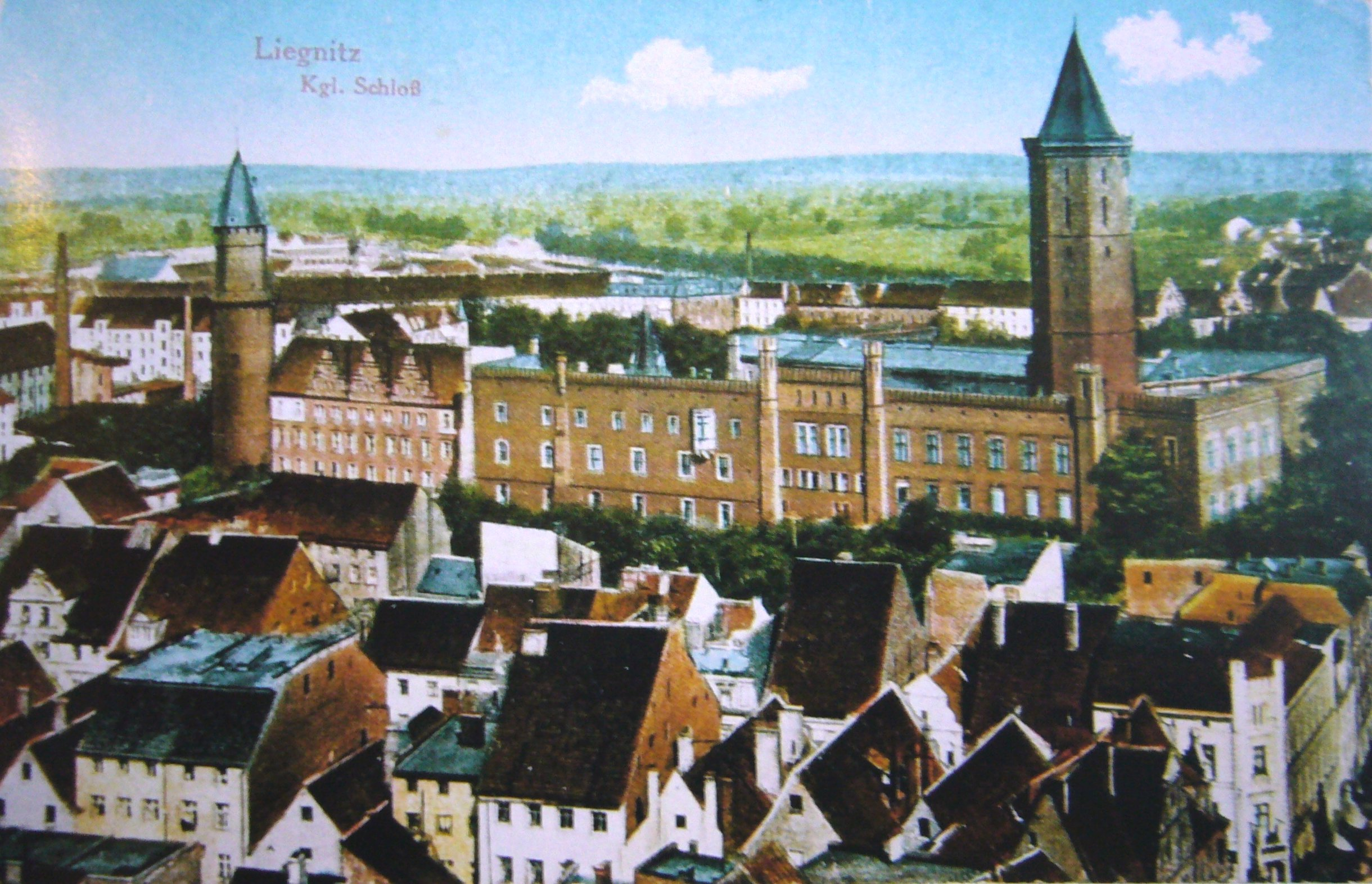
Vista al castillo desde la torre de la iglesia de la Santísima Virgen María, principios del siglo XX

Hasta hoy en día se han conservado dos torres góticas: la octagonal de San Pedro y la redonda de Santa Eduvigis. Además, en el patio hay un pabellón, construido especialmente para presentar a las reliquias de piedra y ladrillo que fueron descubiertas durante el trabajo arqueológico de la capilla románica de los Santos Benito y Lorenzo. Junto al castillo se encuentra también, utilizada hasta hoy en día y conservada en muy buen estado, la torre de la Puerta de Głogów que anteriormente formaba parte de las murallas de la ciudad.
En 2009, comenzó la renovación del castillo, gracias a la cual se harían reformas tanto de las torres de San Pedro y Santa Eduvigis como del techo. Las torres también estarán disponibles para los visitantes. 

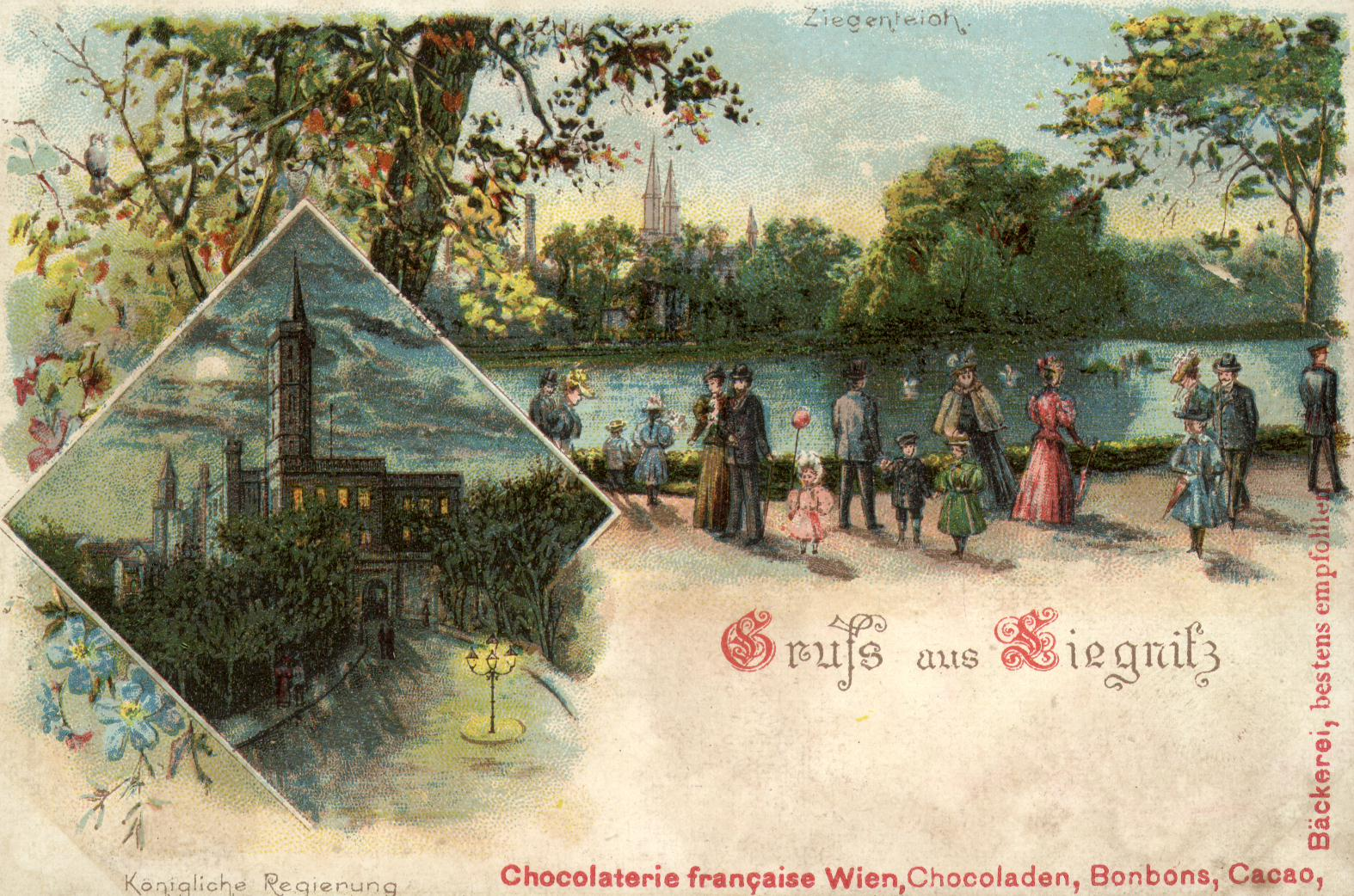
Castillo en una postal antigua

Actualmente, el castillo alberga las sedes de las siguientes escuelas: Escuela de Profesores de Lenguas Extranjeras (NKJO), Escuela Secundaria N.°4 y la Escuela Superior de Administración. Dentro de NKJO actúan también la Casa del Estudiante y el Centro de Información Lingüística y Metódica (CIJM). Éste, fue establecido en 1990 con el fin de apoyar el proceso de enseñanza de la escuela. La biblioteca coopera con muchos centros especializados que forman a profesores en Polonia y en el extranjero. Además, la biblioteca tiene contactos con editoriales extranjeras, lo que permite enriquecer la colección con las últimas novedades y su alta especialización. En NKJO hay tres centros de formación para profesores de lenguas extranjeras. El primero es el Estudio de Formación de Profesores de Lenguas Extranjeras (en polaco, PDNJO) que fue establecido en 2000. El objetivo de este centro es organizar cursos y talleres metodológicos para profesores de lenguas extranjeras (alemán, francés, inglés). El estudio ofrece talleres realizados por el personal docente calificado tanto de Polonia como del extranjero.   
El segundo centro de formación llamado INSETT (In-service Teacher Training) ha estado operando en la Escuela de Profesores de Lenguas Extranjeras (NKJO) desde octubre de 1996 y forma parte del Programa de Capacitación para Maestros de Inglés. El programa está supervisado por el Ministerio de Educación Nacional, el Centro de Formación de Profesores y el British Council. La actividad del programa INSETT Region Legnica abarca a los profesor de inglés en las escuelas primarias, secundarias e institutos de los voivodatos de Baja Silesia y Opole. 

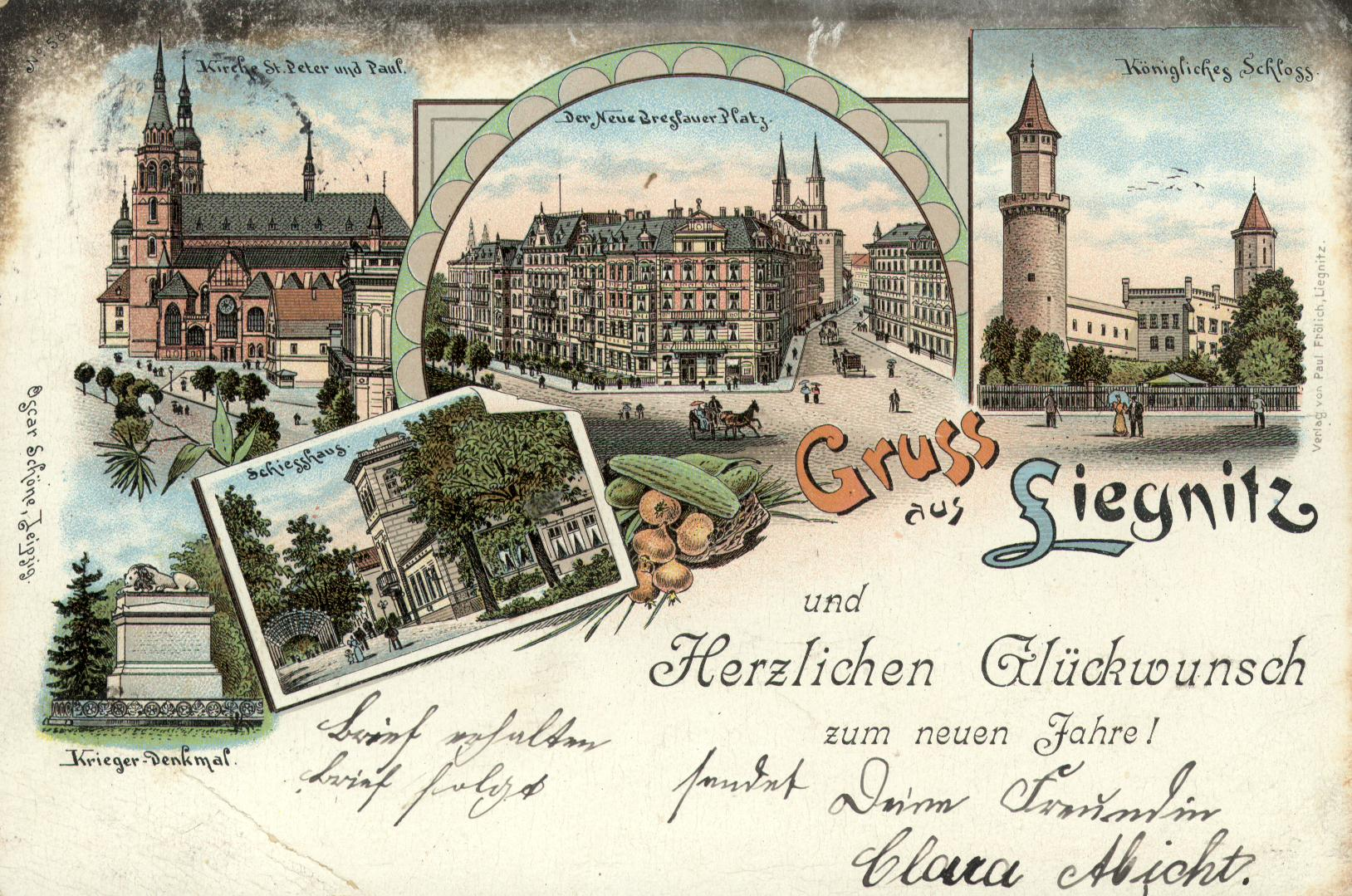
Castillo en una postal antigua

El proyecto COFRAN se estableció en 2002 y forma parte del programa nacional de formación CONCORDE para profesores de francés. Las siguientes instituciones apoyaron su creación:  
- Ministerio de Educación Nacional y Deporte
- Embajada de Francia en Polonia
- Centro de Formación de Profesores en Varsovia
- Escuela de Profesores de Francés en Varsovia
- Asociación de Profesores de Lengua Francesa PROF-EUROPE